# اينار هيرش
اينار هيرش هو طبيب أسنان نرويجي، ولد في 5 يونيو 1872، وتوفي في 20 أكتوبر 1938.